# Calendário (Apple)
O iCal é um calendário pessoal desenvolvido pela Apple Inc. que roda no Mac OS X. 
O iCal foi o primeiro aplicativo de calendário a oferecer suporte a múltiplos calendários e possibilitar a publicação desses calendários em servidores.

## Recursos
- Mantém o usuário a par de eventos e lembretes
- Disponibiliza várias visões de calendários (como pessoal e trabalho) para facilitar a identificação de conflitos e tempos livres
- Está integrado com o MobileMe, de forma que os calendários podem ser compartilhados na Internet

O iCal pode também compartilhar calendários via WebDAV server, sendo assim possível que mais de uma pessoa visualizem o mesmo calendário.